# سفارة دولة فلسطين لدى السنغال
سفارة دولة فلسطين لدى السنغال هي الممثلية الدبلوماسية العُليا لدولة فلسطين لدى السنغال. تقع السفارة في داكار. تُعد السفارة مقر إقامة السفير الفلسطيني لدى غينيا بيساو وغامبيا وجزر الرأس الأخضر.